# Gunter Van Handenhoven
Gunter Van Handenhoven (né le 16 décembre 1978 à Saint-Nicolas) est un footballeur belge, qui a notamment évolué au KSC Lokeren. Il a été sélectionné avec l'équipe de Belgique Espoirs. Il a entre autres participé à la Coupe du monde des moins de 20 ans 1997, inscrivant 3 buts.

## Biographie
Van Handenhoven s'est fait connaître assez jeune en Jupiler League, ce qui lui valut en 1998 de rejoindre le FC Metz, alors vice-champion de France.
Il est revenu dans le championnat de Belgique en 2002 et a évolué à La Gantoise et La Louvière avant de signer à Lokeren.
En 2005, il a été mis en cause, avec Wagneau Eloi, Mario Espartero et Laurent Montoya dans le scandale des matchs truqués en Belgique.
En juin 2007, il tente l'aventure au Moyen-Orient et rejoint  Al Ahli Club, club de Division 2 qatari, où il retrouvera Piet Demol, entraîneur belge.
En 2012, il devient Team-manager au RSC Anderlecht.
En octobre 2021 Van Handenhoven débute comme entraîneur-adjoint au KV Courtrai.

## Carrière
- 1996/1997 FC Malines ( Belgique) -3 matchs
- 1997/1998 K. AA Gent ( Belgique) -17 matchs, 2 buts
- 1998/1999 : FC Metz ( France) -12 matchs, 1 but
- 1999/2000 : FC Metz ( France) - 17 matchs
- 2000/2001 : FC Metz ( France)  -17 matchs
- 2001/2002 : FC Metz ( France) -12 matchs
- 2002: FC Metz ( France) -2 matchs
- 2002/2003 : K. AA Gent ( Belgique) -10 matchs
- 2003/2004 : RAA Louviéroise ( Belgique) -11 matchs, 1 but
- 2004/2005 : RAA Louviéroise ( Belgique) -29 matchs, 3 buts
- 2005/2006 : K. SC Lokeren O-Vl. ( Belgique) -11 matchs, 1 but
- 2006/2007 : K. SC Lokeren O-Vl. ( Belgique) -4 matchs
- 2007/2008 : Al Ahly Doha ( Qatar)
- 2008/2009 : K. SV Roeselare ( Belgique)
- 2009/2010 : K. FCO Wilrijk (D4) ( Belgique)